# Éric De Staercke

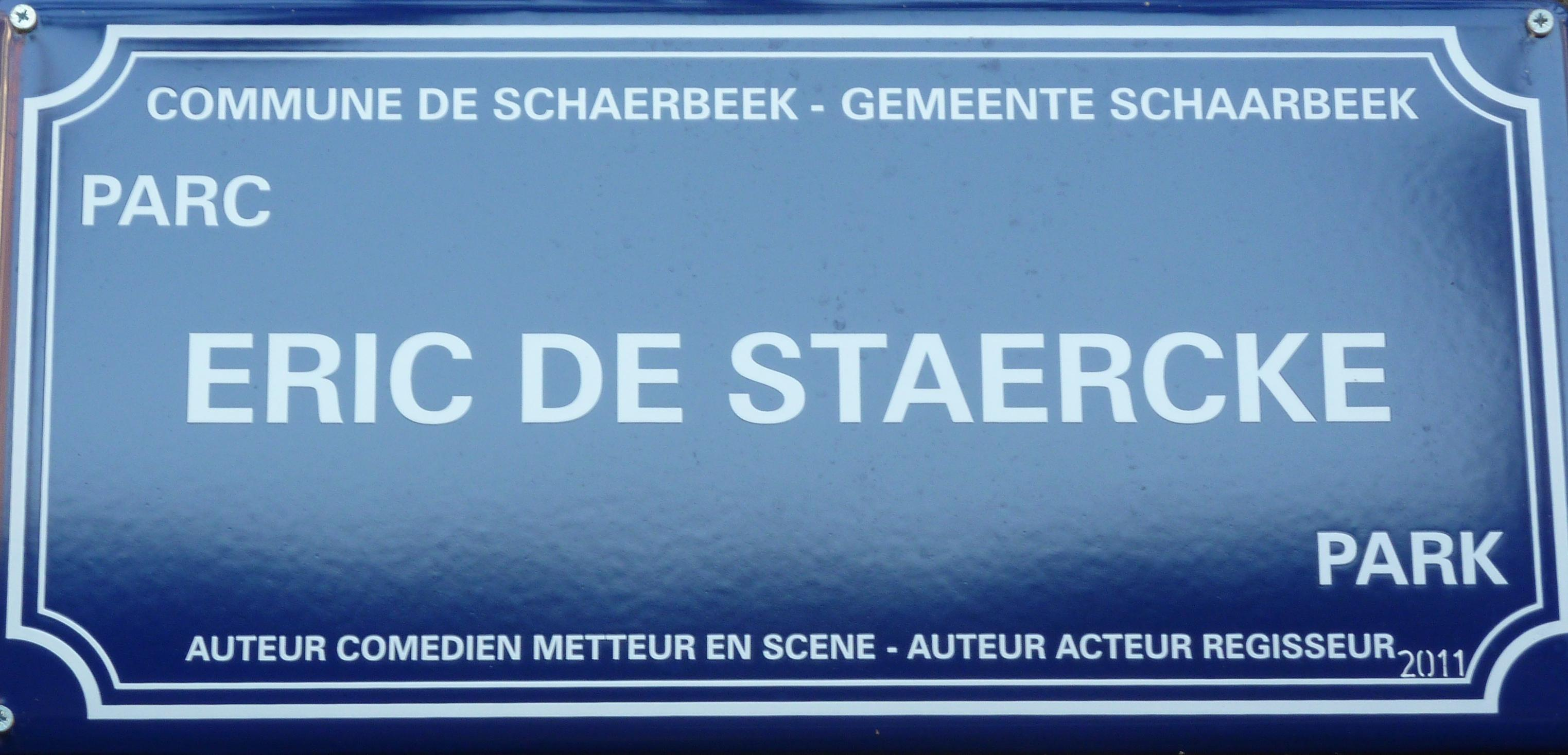
Plaque parc Éric De Staercke sur le Mur des Célébrités.

Éric De Staercke, né le 29 mai 1962 à Ixelles, est un dramaturge, comédien et metteur en scène belge.

## Biographie
Après avoir suivi les cours de théâtre et de mise en scène de l’Institut des arts de diffusion, Éric De Staercke fonde, en 1985, avec d’autres comédiens le Théâtre loyal du Trac, dont il est l'un des auteurs et metteurs en scène. À la même époque, il fait partie des premières recrues de la Ligue d’improvisation belge. Tout en poursuivant sa carrière de comédien, seul en scène ou au sein d’une troupe, il assure la mise en scène de nombreux spectacles.
À la RTBF, il participe en télévision à des émissions enfantines (dans Ici Bla-Bla, il est Wilbur DisqueDur) ; et en radio, fait partie de l’équipe du Jeu des dictionnaires.
Il est depuis 1993, professeur d’improvisation et d’interprétation à l’IAD, et a enseigné également à l’École supérieure des arts du cirque (ESAC) de Bruxelles.

## Filmographie
Sauf indication contraire, les informations mentionnées dans cette section peuvent être confirmées par les bases de données cinématographiques IMDb et Allociné,  présentes dans la section « Liens externes ».

### Au cinéma
- 1992 : Je pense à vous des Frères Dardenne
- 1996 : Le Huitième Jour : le serveur du snack
- 2000 : Le Dernier Rêve d'Emmanuel Jespers
- 2001 : HS - hors service : l'interne
- 2002 : Belgi'x vs Atomi'x : Dick Montana
- 2002 : La Corne du Diable : le cousin
- 2002 : Hop de Dominique Standaert
- 2003 : Zoé et les pachydermes de Rémi Hatzfeld : papa (prix d'interprétation masculine aux Festivals de Valenciennes de Caen et de Paris)
- 2004 : Le Hop de Dominique Standard et Rémi Hatzfeld
- 2005 : Douce nuit court-métrage de Nicolas Bertrand (prix d'interprétation masculine au Festival de Paris)
- 2005 : La Corne du Diable court-métrage de Valérie Brassine
- 2005 : Philippe
- 2005 : Palais Royal de Valérie Lemercier : le brasseur de bière
- 2010 : Libre échange de Serge Gisquière : Vandersteen
- 2011 : Kérosène court-métrage de Joachim Weissman : le psy
- 2013 : Eliot court métrage de Philippe Reypens : le père
- 2013 : Angélique d'Ariel Zeitoun : le Baron de Sancé de Monteloup, père d'Angélique
- 2013 : Être de Fara Sene : Gérard, le restaurateur
- 2013 : Ablations de Benoît Delépine : le gardien du Zoo
- 2013 : Smog court-métrage de Dorothée Baert et Emmy Rui : la brute
- 2013 : La Faveur des Moineaux de Serge Mirzabekiantz : le père
- 2014 : Le grimoire d'Arkandias : le propriétaire
- 2014 : Auguste et Louis court-métrage de Nicolas Bertrand : père Lumière
- 2014 : Rosenn d'Ivan Lemoine : docteur Henri Herselys
- 2015 : Comment j'ai rencontré mon père de Maxime Motte : le directeur de la maison de retraite
- 2016 : Les Visiteurs : La Révolution de Jean-Marie Poiré : Duc de Hollande
- 2017 : Le Fidèle de Michaël R. Roskam : Freddy Delhany
- 2017 : Chien de Samuel Benchetrit : Le patron de Jacques
- 2019 : Le Dindon de Jalil Lespert : Van Der Broeck
- 2020 : La Terre et le Sang de Julien Leclercq : Lefèvre
- 2023 : Les Vengeances de Maître Poutifard de Pierre-François Martin-Laval
- 2023 : Sirocco et le Royaume des courants d'air : le maire (création de voix)

### À la télévision
- 1988 : Le Bonheur d'en face
- 1992 : Fausses Pubs de Didier Verbeek
- de 1991 à 2011 : Le Jeu des Dictionnaires
- 1993 : L'Empire des Médias
- de 1998 à 2013 : Ici Bla-Bla : Wilbur Disquedur (de Bernard Halut)
- 1998 : Joséphine, Ange Gardien
- 2003 : Plan langue en tandem avec Bruno Coppens
- 2004 : 7e ciel : épisode 8
- 2012 : À dix minutes des naturistes de Stéphane Clavier
- 2013 : Le Silence des églises, téléfilm de Thierry Debroux, réalisé par Edwin Bailly : Monseigneur Peyrac

## Radio
- de 1991 à 2011 : Le Jeu des Dictionnaires et La Semaine infernale
- 2014 : Le Café serré (chroniques)
- 2014 : C'est presque sérieux (chroniques).

## Théâtre
- Est-ce qu’on ne pourrait pas s’aimer un peu ? du Théâtre Loyal du trac mise en scène Jaco Van Dormael, co-produit par les Riches Claires : L’Homme (800 représentations)
- Les Trois Mousquetaires d’après Alexandre Dumas, au Théâtre royal du Parc, adaptation et mise en scène Thierry Debroux : Portos (création le 10 septembre 2015)
- Trac[1],[2],[3] de et avec Bruno Coppens, mise en scène (Bruxelles, Paris, Avignon et tournées Belgique, France, Suisse, Québec…)
- Le Testament de Vanda de Jean-Pierre Siméon avec Julie Dacquin. Mise en scène (Bruxelles, Toulouse)
- Baudelaire de et avec Fabian Finkels
- Les Lois fondamentales de la stupidité humaine de Carlo Maria Cipolla, mise en scène Marc Weiss : le professeur Bernard (50 représentations)
- Coco Parachute, mise en scène de Jacques Viala
- À la recherche du sens de la vie perdu de et avec Le Panach’Club
- Made in China de Thierry Debroux, mise en scène Peggy Thomas : Jean-Pierre.
- Tout feu tout femme
- De concert, mise en scène du concert de Patrick Jonniaux (chants) et Éloi Baudimont (orchestre)
- De l’influence du théâtre belge sur la gestion et la résolution des conflits mondiaux de et avec Caroline Lambert et Eric De Staercke, production du Théâtre Loyal du Trac, 16 représentations au théâtre de la Place des Martyrs
- Le Carnaval des animaux de Camille Saint-Saëns, livret de Francis Blanche : narrateur
- L’âme belge de Nicole Colchat, mise en scène à la Comédie Claude Volter.
- Moi, je crois pas de Jean-Claude Grumberg : Henri
- Les Gens bien n’osent plus sortir le soir de Jean-Claude Grumberg
- Léon, accordéon, conte pour enfants, CD, de Yves Barbieux : narrateur
- L’Empereur, le rossignol et Lee, conte pour enfants, CD, mise en scène et adaptation. Réalisation : Chain Gang
- Nothing, rien, niks, nada de et avec le Panch’Club, mise en scène, reprise et tournée.
- Impro justitia (ou le procès de la langue française), tournée : Maître Abel Vergès
- Le Fond de l’air effraie de et avec Bruno Coppens, mise en scène (40 représentations à Paris)
- Roméo et Juliette de Shakespeare, mise en scène de Dominique Serron : Le confesseur.
- Fernand et Joséphine de et avec Estelle Beughin et Pierrot Mol. Mise en scène.
- L’Anniversaire de mon père de et avec Sandrine Hooge
- Mes Singeries Vocales de et avec Bruno Coppens
- Hidalgo de Jean-Pierre Doppagne et Angel Ramos Sanchez avec Angel Ramos Sanchez
- Les Diablogues de Roland Dubillard et avec Théâtre en liberté
- Le Propre de l’Homme de et avec Jacques Viala
- Enfin quelqu’un de et avec Dominique Watrin
- Le Père Noël est une ordure du Splendide, mise en scène de Daniel Hanssens[réf. nécessaire]
- Théâtre sans animaux de Jean-Michel Ribes
- Pour en finir une bonne fois pour toutes avec la condition humaine !, création et 30 représentations au Centre Culturel des Riches Claires
- Ladies Night (33 représentations à Bruxelles et en Wallonie), mise en scène de Daniel Hanssens
- In bed with the Panach’ de et avec le Panach’club
- Los Pecinios brasos, cirque-théâtre de et avec Les petits bras
- S’il pleut vous ramasserez mon linge, de et avec Gérard Potier, production Jean-Jacques Vanier, France-Belgique
- Ma terre Happy de et avec Bruno Coppens
- La Femme, le Meilleur ami de l’Homme ! avec Caroline Lambert
- Le Marchand de Fables va passer (120 représentations)
- Histoire de l’Homme de Paul Emond, pour le Théâtre de l’Escalier, mise en scène
- Émilie Jolie de Philippe Chatel pour l’Institut Royal pour Sourds et Aveugles
- La Faute à qui ? de Valérie Joyeux et Vincent Raoult pour le Théâtre Loyal du Trac.
- Notre-Dame de Paris, pseudo-conférence, mise en scène par Jacques Viala. Créée en 1990 (200 représentations à ce jour)
- La Chute Finale, mise en scène de Jacques Viala. Créée en 1994 (201 représentations). Le spectacle a reçu le Devos d’Or à Tours en 1996[réf. nécessaire].
- Quand les lettres prennent des notes… ou George Sand de Martine Cadière. Geneviève Pirotte au piano.
- Théâtre sans animaux de Jean-Michel Ribes pour le Grand Théâtre de Namur (50 représentations). Le spectacle a été nommé aux Prix du Théâtre 2005 dans la catégorie Meilleur Spectacle[réf. nécessaire].
- L’Illusion Chronique de et avec le Panach’Club
- Le Ticket avec Caroline Lambert pour le Théâtre Loyal du Trac.
- Foto de et avec Jean-Louis Danvoye
- Bain Zen de et avec Bruno Coppens.
- Distants du Teatro di Fabio pour le Théâtre Loyal du trac.
- Le Terrier de Franz Kafka pour le Théâtre Loyal du Trac.
- La Paix d’Aristophane, mise en scène de Christine Delmotte.
- Le Mariage de Figaro de Beaumarchais : Figaro dans la mise en scène de Jean-Claude Berutti pour le Théâtre National et le Théâtre de la Place à Liège.
- Harcèlement de Martin Crimp, mise en scène de Marcel Delval pour le Rideau de Bruxelles.
- Caprices d’Images de Paul Emond, mise en scène de Jean-Claude Bérutti pour le Théâtre National.
- Les Chiwawas de et par le Théâtre Loyal du Trac
- Tarte aux Puces de Jean-Christophe Lefèvre et Annick Walachnewicz pour la Compagnie Canard Noir.
- Édouard II de Marlowe, mise en scène d’Alain Françon, création dans la Cour d’honneur du Palais des Papes d’Avignon (104 représentations pour le Théâtre National et le CDN de Haute Savoie).
- Edmond de David Mamet, mise en scène de Marcel Delval pour le Théâtre Varia.
- Le Fils des Trois Mousquetaires de Cami, mise en scène de Jean-Pierre Friche pour le Kaareveld : Mille Hommes
- Tartuffe de Molière, mise en scène de Micheline Hardy pour le Théâtre National : Valère.
- 2019 : Cyrano de Bergerac, d'Edmond Rostand, Abbaye de Villers-la-Ville - mise en scène de Thierry Debroux